# Ordinary Man
Ordinary Man je dvanácté studiové album anglického zpěváka Ozzyho Osbournea. Vyšlo v únoru 2020, kdy jej uvedla společnost Epic Records. Produkoval jej Andrew Watt, který na něm zároveň hraje na kytaru. Základní sestavu na nahrávce doplňují baskytarista Duff McKagan z kapely Guns N' Roses a bubeník Chad Smith z Red Hot Chili Peppers. Půjde o Osbourneovo první album po deseti letech – to předchozí vydal v červnu 2010 pod názvem Scream. První singl z alba nesl název „Under the Graveyard“ a byl zveřejněn v listopadu 2019.

## Seznam skladeb
Všechny skladby napsal(i) Ozzy Osbourne. 
| Pořadí         | Název                                                 | Délka |
| -------------- | ----------------------------------------------------- | ----- |
| 1.             | Straight to Hell                                      | 3:46  |
| 2.             | All my Life                                           | 4:18  |
| 3.             | Goodbye                                               | 5:34  |
| 4.             | Ordinary Man (feat. Elton John)                       | 5:02  |
| 5.             | Under the Graveyard                                   | 4:57  |
| 6.             | Eat Me                                                | 4:19  |
| 7.             | Today is The End                                      | 4:06  |
| 8.             | Scary Little Green Man                                | 4:21  |
| 9.             | Holy for Tonight                                      | 4:52  |
| 10.            | It's a Raid (feat. Post Malone)                       | 4:21  |
| 11.            | Take What You Want (feat. Post Malone & Travi$ Scott) | 3:50  |
| Celková délka: | Celková délka:                                        | 49:27 |

## Obsazení
- Ozzy Osbourne – zpěv
- Andrew Watt – kytara
- Duff McKagan – baskytara
- Chad Smith – bicí

#### Hosté
- Slash – kytara ve skladbách „Straight to Hell“ a „Ordinary Man“
- Charlie Puth – klávesy ve skladbě „Straight to Hell“
- Elton John – piano a doprovodný zpěv ve skladbě „Ordinary Man“